# László Andor
László Andor (ur. 3 czerwca 1966 w Zalaegerszegu) – węgierski ekonomista, nauczyciel akademicki i polityk, od 2010 do 2014 komisarz europejski.

## Życiorys
W 1989 ukończył ekonomię na Uniwersytecie Ekonomicznym im. Karola Marksa w Budapeszcie. Studiował następnie na George Washington University, zaś w 1993 uzyskał dyplom Master of Arts na University of Manchester. Pracę zawodową podjął w 1989 w instytucie naukowym przy Europejskiej Konfederacji Związków Zawodowych. W latach 1993–2009 był redaktorem czasopisma „Eszmélet”. Od 1993 zajmował się także pracą naukową m.in. na macierzystej uczelni. Udzielał się jako ekspert komisji finansów i budżetu Zgromadzenia Narodowego oraz doradca Banku Światowego.
Od 1998 do 2005 był członkiem sekcji gospodarczej Węgierskiej Partii Socjalistycznej. W latach 2002–2007 zasiadał we władzach lewicowej fundacji imienia Attili Józsefa. W 2003 premier Ferenc Gyurcsány powołał go na swojego doradcę. W latach 2005–2010 László Andor zasiadał w zarządzie Europejskiego Banku Odbudowy i Rozwoju. W 2010 objął funkcję komisarza ds. zatrudnienia, spraw społecznych i integracji w drugiej komisji José Manuela Barroso. Urzędował do końca kadencji w 2014.